# Lola rennt
Lola rennt is een Duitse thriller uit 1998 onder regie van Tom Tykwer. Hoofdrollen worden vertolkt door Franka Potente en Moritz Bleibtreu.
De film is ongebruikelijk in die zin dat er niet één enkel script wordt gevolgd. Er worden drie mogelijke scenario’s rondom dezelfde situatie getoond, zoals ook is gedaan in Blind Chance van Krzysztof Kieślowski. De regisseur probeerde door middel van de film te tonen dat de keuzes die iemand maakt, en de manier waarop hij of zij in het leven staat, hun weerslag hebben op wat men uiteindelijk kan bereiken in het leven.

## Verhaal

### Proloog

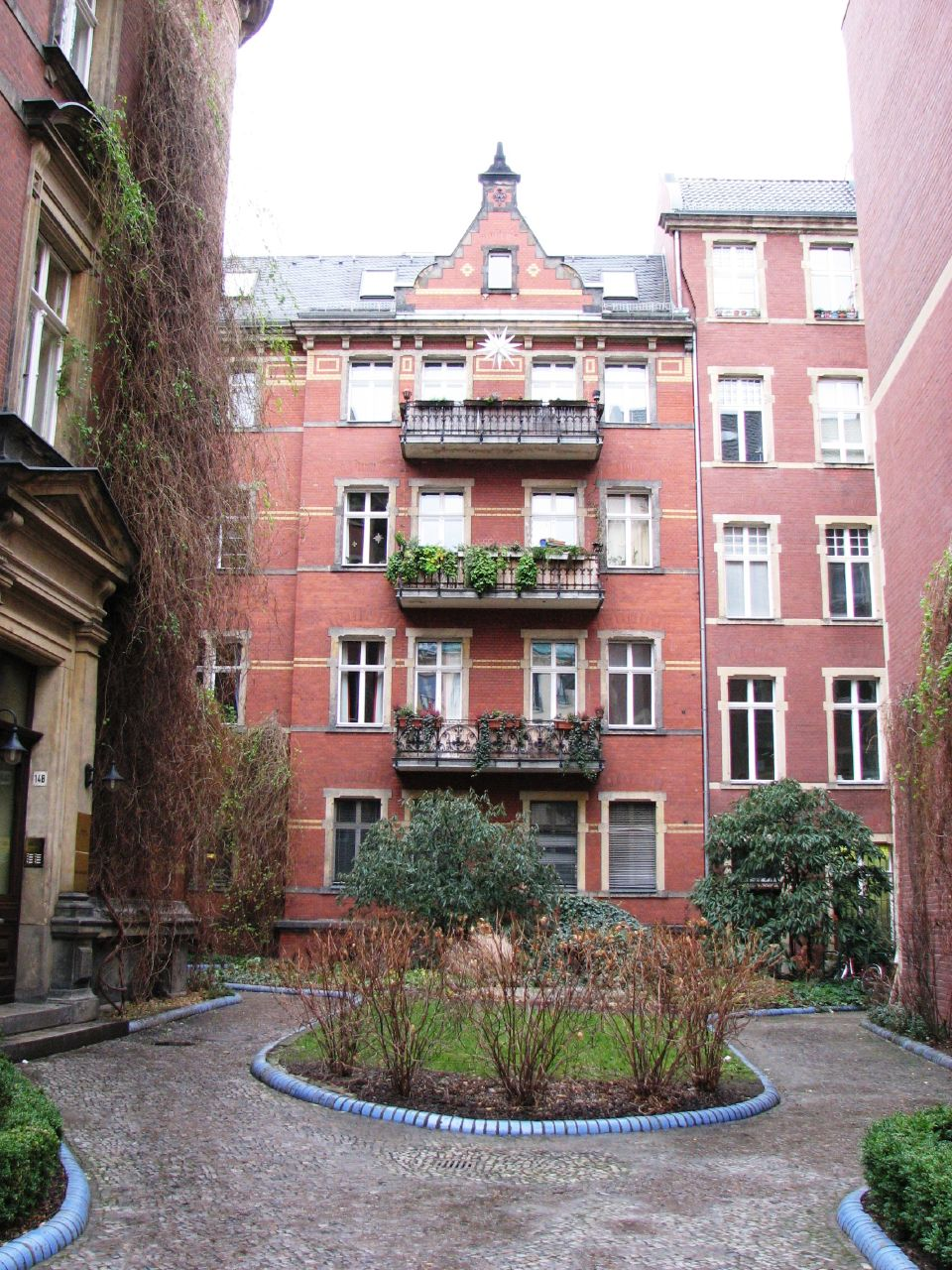
Lola’s appartement, waar de drie scenario’s beginnen.

Lola krijgt een telefoontje van haar vriendje Manni: hij is per ongeluk 100.000 Duitse mark kwijtgeraakt toen hij de zak waar dit in zat in de metro liet liggen. Hij zal waarschijnlijk vermoord worden door de gangsters aan wie hij het geld moest geven. Om snel aan vervangend geld te komen wil hij een winkel overvallen, tenzij Lola binnen 20 minuten op een andere manier het geld kan bemachtigen. Lola besluit naar haar vader te gaan, die bij een bank werkt.
Vanaf hier beginnen de drie scenario’s, die elk de gevolgen van Lola’s verschillende keuzes tonen.

### Eerste scenario
Lola rent haar appartement uit. In het trappenhuis komt ze een man met een hond tegen. De hond blaft haar na, waardoor ze nog harder gaat rennen. Op weg naar haar vaders bank veroorzaakt ze onbewust een auto-ongeluk waar een van haar vaders collega’s bij betrokken is. Eenmaal bij de bank weigert Lola’s vader haar het geld te geven, omdat hij zich ondergewaardeerd voelt door zijn dochter en zijn vrouw.
Lola besluit om Manni dan maar te helpen met zijn overval en haast zich naar de winkel. De twee voltooien de overval en willen vluchten, maar worden al snel omsingeld door de politie. Een van de agenten schiet Lola neer.
Vervolgens ziet men Lola en Manni in bed liggen. Lola twijfelt aan Manni’s liefde voor haar, waarna de film opnieuw begint.

### Tweede scenario
In dit scenario laat de man met de hond Lola struikelen, waardoor ze haar been bezeert en minder hard kan lopen. Ze veroorzaakt opnieuw het auto-ongeluk. Omdat ze door haar zere been iets later bij de bank arriveert dan in het eerste scenario, vangt ze een gesprek op tussen haar vader en diens minnares. Ze wordt kwaad over wat ze hoort en besluit haar vaders bank te overvallen. Daarna haast ze zich met het geld naar Manni. Ze arriveert nog net op tijd om te verhinderen dat hij zijn overval gaat plegen, maar zodra hij naar haar toe loopt wordt hij overreden door een ambulance.
Ook nu volgt een scène waarin Lola en Manni in bed liggen, maar deze keer is het Manni die aan Lola’s liefde voor hem twijfelt.

### Derde scenario
In dit derde scenario is Lola iets sneller dan de vorige keer, waardoor ze nu niet het auto-ongeluk veroorzaakt. Hierdoor arriveert de collega op tijd bij de bank om Lola’s vader op te halen, en is Lola zelf net te laat om hem om het geld te vragen. Lola rent direct door naar een casino, koopt een enkel fiche van 100 mark, en wint bij de roulette 129.600 mark. Daarna lift ze via de ambulance die in het vorige scenario Manni omver reed mee naar de winkel.
Manni ziet ondertussen een dakloze man met de zak geld die hij in de metro had laten liggen. Hij zet de achtervolging in en veroorzaakt hierbij een auto-ongeluk waarbij Lola’s vader en zijn collega omkomen. Hij krijgt de man uiteindelijk te pakken en claimt het geld, maar uit medelijden geeft hij de man wel zijn pistool. Manni gaat naar de gangster en betaalt zijn schuld af. Zodra Lola arriveert, vraagt hij haar wat er in de zak zit die ze bij zich draagt.

## Rolverdeling
| Acteur              | Personage      |
| ------------------- | -------------- |
| Franka Potente      | Lola           |
| Moritz Bleibtreu    | Manni          |
| Herbert Knaup       | Lola's vader   |
| Nina Petri          | Jutta Hansen   |
| Joachim Król        | Norbert von Au |
| Armin Rohde         | Dhr. Schuster  |
| Ludger Pistor       | Dhr. Meier     |
| Suzanne von Borsody | Mevr. Jäger    |
| Lars Rudolph        | Dhr. Kruse     |
| Julia Lindig        | Doris          |
| Sebastian Schipper  | Mike           |
| Hans Paetsch        | Verteller      |

## Achtergrond

### Thema’s
Het hoofdthema van Lola Rennt is hoe een iets andere samenloop van omstandigheden iemands toekomst totaal kan veranderen. Dit geldt niet alleen voor Lola, maar ook voor andere personages in de film. Tijdens de drie scenario’s loopt Lola steeds dezelfde mensen tegen het lijf, maar reageert anders op hen; de ene keer zegt ze bijvoorbeeld iets tegen hen, terwijl ze hen de andere keer volkomen negeert. Na iedere ontmoeting krijgt de kijker via een reeks foto’s kort te zien hoe de toekomst van deze mensen eruit zal zien. Twee voorbeelden zijn een vrouw, die in het ene scenario arm blijft en haar kind uiteindelijk moet afstaan aan jeugdzorg, maar in het andere scenario de loterij wint en rijk wordt, en een man op een fiets die in het ene scenario een dakloze wordt, terwijl hij in het andere scenario de liefde van zijn leven ontmoet.
Een ander thema dat aangesneden wordt is dat van vrije wil in contrast tot gedrevenheid tot het doen van wat gedaan moet worden. Lola krijgt in de film drie mogelijke scenario’s om uit te kiezen. In zijn review van de film vergeleek Roger Ebert de structuur van de film met die van een videospel, waarin de speler als iets niet goed gaat gewoon vanaf een eerder punt opnieuw kan beginnen en het nogmaals kan proberen. Lola sterft zelf een keer en ziet Manni een keer voor haar ogen sterven voordat ze doorkrijgt hoe ze het “level” moet uitspelen.
De film bevat twee referenties naar Alfred Hitchcocks film Vertigo, zoals terugkerende afbeeldingen van een spiraal. Ook een schilderij in het casino is gebaseerd op een scène uit Vertigo.
Er zitten meerdere referenties naar Duitse cultuur in de film verwerkt, zoals het gebruik van Hans Paetsch als verteller. Hij is in Duitsland beroemd als inspreker van kinderverhalen. Veel van de bijpersonages in de film worden gespeeld door beroemde Duitse acteurs.

### Filmmuziek
De muziek voor de film is gecomponeerd door Tykwer, Johnny Klimek, en Reinhold Heil. De muziek vertoont veel overeenkomsten met The Unanswered Question, een kamermuziekensemble van begin 20e eeuw. Verder wordt gebruikgemaakt van technomuziek.

### Ontvangst
Op Rotten Tomatoes geeft 93% van de recensenten Lola Rennt een goede beoordeling. Op Metacritic scoort de film 77 punten op een schaal van 100.
Chris Gore van Film Threat omschreef Lola Rennt als een film die alles bevat wat een buitenlandse film zou moeten bevatten; actie, seks, interessante personages, een onvoorspelbaar plot en een verhaal dat ook te volgen is zonder de ondertiteling te moeten lezen.
In 2010 stond Lola Rennt op de 86e plek in Empires top 100 van beste films wereldwijd.

## Prijzen en nominaties
Lola Rennt werd in totaal voor 41 prijzen genomineerd, waarvan er 28 werden gewonnen. De gewonnen prijzen zijn:
1998
- Bambi Award voor film – nationaal
- Bogey Award

1999
- Deutscher Filmpreis ("Lola") in zes categorieën (beste film, beste regisseur, beste camerawerk, beste montage en tweemaal beste bijrol) plus twee publieksprijzen
- Preis der deutschen Filmkritik voor beste speelfilm
- Bayerischer Filmpreis voor beste productie
- Ernst Lubitsch Award
- Golden Trailer voor meest originele trailer
- Guild Film Award – Gold voor Duitse film
- Special Prize of the German Phono Academy tijdens het International Biennal for Film Music
- Golden Space Needle Award op het Seattle International Film Festival
- publieksprijs van het Sundance Film Festival

2000
- Special Jury Award op het Brothers Manaki International Film Festival
- Chlotrudis Award voor beste cinematografie
- DFWFCA Award voor beste buitenlandse film
- FFCC Award voor beste buitenlandse film
- Independent Spirit Award voor beste buitenlandse film
- KCFCC Award voor beste buitenlandstalige film
- 2 OFCS Awards
- SEFCA Award voor beste buitenlandstalige film